# Three Men and a Comic Book
«Three Men And A Comic Book», llamado «Tres hombres y un cómic» en España y «Tres hombres y una historieta» en Latinoamérica, es un capítulo perteneciente a la segunda temporada de la serie animada Los Simpson, emitido originalmente el 9 de mayo de 1991. El episodio fue escrito por Jeff Martin y dirigido por Wes Archer. Bart, Milhouse y Martín ahorran para comprar una historieta del hombre radioactivo y luego discuten por quien se la va a quedar.

## Sinopsis
Todo comienza cuando Bart va a una feria de libros de historietas, y más tarde ve en la Tienda de Historietas de Springfield, el Calabozo del Androide, el primer número de El Hombre Radiactivo. El precio de la valiosa historieta era de cien dólares. 
Como no tiene suficiente dinero para comprar la historieta, Bart comienza a trabajar para la señora Glick, una anciana que le manda al niño hacer muchas tareas hogareñas pesadas. Finalmente, le da a Bart como paga sólo 50 centavos ya que, en sus tiempos, para los niños esa suma era enorme. El niño se enoja muchísimo, pero igual va a la tienda de historietas con su dinero, que era poco más de treinta dólares en total. En la tienda, se encuentra con Milhouse y Martin, y los tres juntan todo su dinero para comprar la revista. 
Una vez que tienen la revista, los niños comienzan a discutir para ver quién se la llevará a su casa. Deciden ir a la casa del árbol de Bart para arreglar el asunto. Martin diseña un plan para dividirse la revista según los días de la semana, pero Bart no lo cree seguro. Discutiendo, los tres comienzan a ponerse paranoicos.
Cuando finalmente deciden dormir, Martin se levanta en el medio de la noche para ir al baño. Bart no le cree y dice que era un plan para robarse la revista; luego, lo ata a una silla. Mientras tanto, afuera de la casita llueve tormentosamente. 
Milhouse, de repente, se cae de la casa y queda sostenido por una pequeña rama. Bart va a ayudarlo, pero la historieta sale volando y queda estancada en la puerta de la casa. Bart debe decidir entre la historieta o salvar a Milhouse. Finalmente, salva a Milhouse, y el primer número de El Hombre Radiactivo cae al suelo, se llena de barro, es mordido por el perro y, como si fuera poco, destruido por un rayo. 
A la mañana siguiente, los tres niños reflexionan sobre lo ocurrido la noche anterior, llegando a la conclusión de que, al no saber compartir, habían perdido todo. Finalmente, un pedazo de la historieta había quedado en un nido. El recuadro decía: El mundo está a salvo, pero, ¿por cuánto tiempo?

## Referencias culturales

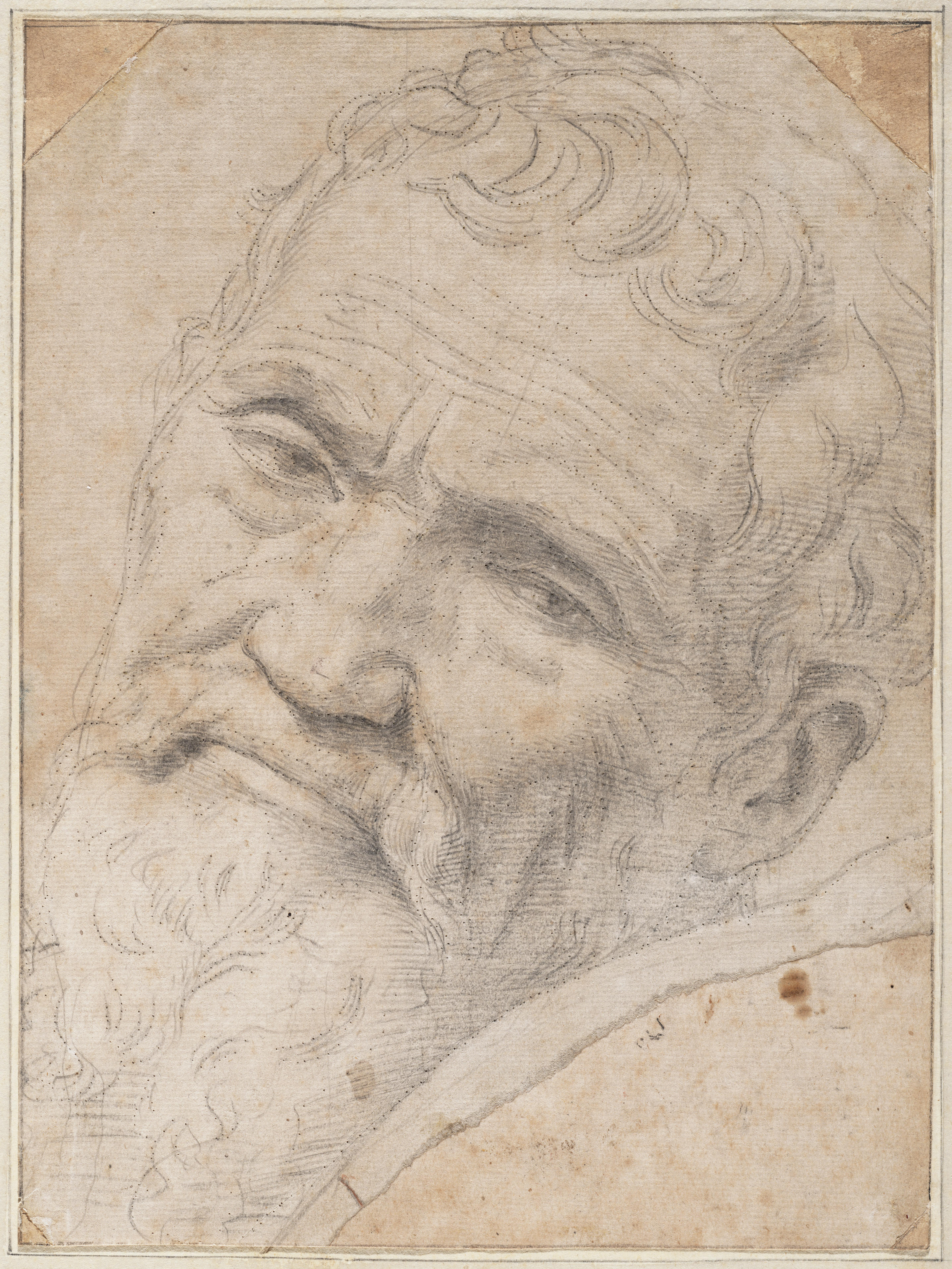
Retrato de Michelangelo.